# Tom Noonan
Tom Noonan (n. Greenwich, Connecticut; 12 de abril de 1951) es un actor, director y guionista estadounidense. Es más conocido por su papel como Cain en la película de Robocop 2 , Francis Dolarhyde en la película Manhunter y como The Ripper en Last Action Hero.

## Primeros años
Noonan es hijo de Rosaleen y Tom Noonan; su madre trabajaba como dentista y su padre como músico de jazz. Tiene un hermano mayor, John Ford Noonan, un dramaturgo; y dos hermanas, Barbara y Nancy.

## Carrera profesional
Por su estatura, muy cercana a los dos metros, Noonan ha sido elegido principalmente para interpretar roles de villano. Se destacan sus actuaciones en películas como RoboCop 2, Manhunter, Last Action Hero y The Pledge.

## Filmografía

### Cine
| Año  | Título                                                         | Personaje                   | Notas                                           |
| ---- | -------------------------------------------------------------- | --------------------------- | ----------------------------------------------- |
| 1980 | Willie & Phil                                                  | Hombre en parque            |                                                 |
| 1980 | Gloria                                                         | 2.º hombre - Gangster       |                                                 |
| 1980 | Heaven's Gate (La puerta del cielo [Esp])                      | Jake                        |                                                 |
| 1981 | Wolfen                                                         | Ferguson                    |                                                 |
| 1983 | Eddie Macon's Run (La fuga de Eddie Macon [Esp])               | Daryl Potts                 |                                                 |
| 1983 | Easy Money (Dinero fácil [Esp])                                | Paddy                       |                                                 |
| 1984 | Best Defense (Mejor defensa [Esp])                             | Frank Holtzman              |                                                 |
| 1985 | The Man with One Red Shoe (El hombre con un zapato rojo [Esp]) | Reese                       |                                                 |
| 1985 | Tom Goes to the Bar                                            | Desconocido                 | Corto                                           |
| 1986 | F/X                                                            | Varrick                     |                                                 |
| 1986 | Manhunter                                                      | Francis Dollarhyde          |                                                 |
| 1987 | The Monster Squad (Una pandilla alucinante [Esp])              | Monstruo de Frankenstein    |                                                 |
| 1989 | Collision Course                                               | Scully                      |                                                 |
| 1989 | Mystery Train (El tren del misterio [Esp])                     | Hombre en comedor de Arcada | Segmento: "A Ghost"                             |
| 1990 | RoboCop 2                                                      | Cain / RoboCain             |                                                 |
| 1993 | Last Action Hero (El último gran héroe [Esp])                  | Ripper / Tommy Noonan       |                                                 |
| 1994 | What Happened Was... (Qué ocurrió... [Esp])                    | Michael                     | También escritor, director, editor y compositor |
| 1995 | Heat                                                           | Kelso                       |                                                 |
| 1995 | The Wife (La esposa [Esp])                                     | Jack                        | También escritor, director, editor y compositor |
| 1998 | Phoenix                                                        | Chicago                     |                                                 |
| 1999 | The Astronaut's Wife (La mujer del astronauta [Esp])           | Jackson McLaren             |                                                 |
| 1999 | Wang Dang                                                      | Mickey Hounsell             | Sin estrenar. También escritor y director       |
| 2000 | The Opportunists (Los oportunistas [Esp])                      | Mort Stein                  |                                                 |
| 2000 | The Photographer (El fotógrafo [Esp])                          | Butler                      |                                                 |
| 2001 | The Pledge                                                     | Gary Jackson                |                                                 |
| 2001 | Knockaround Guys                                               | Sheriff Decker              |                                                 |
| 2001 | Bullet in the Brain                                            | Anders                      | Corto                                           |
| 2002 | Eight Legged Freaks                                            | Joshua Taft                 | No acreditado                                   |
| 2003 | The Egoists                                                    | Bryon Bradley               |                                                 |
| 2003 | Madness and Genius                                             | Frank Donovan               |                                                 |
| 2004 | Hair High                                                      | Director                    | Voz                                             |
| 2005 | The Roost                                                      | Horror Host                 |                                                 |
| 2005 | They're Made Out of Meat                                       | Duncan                      | Corto                                           |
| 2006 | Seraphim Falls                                                 | Ministro Abraham            |                                                 |
| 2007 | Snow Angels                                                    | Sr. Chervenick              |                                                 |
| 2008 | The Alphabet Killer                                            | Ray Gullikson               |                                                 |
| 2008 | Synecdoche, New York                                           | Sammy Barnathan             |                                                 |
| 2009 | The House of the Devil (La casa del diablo [Esp])              | Sr. Ulman                   |                                                 |
| 2010 | Follow the Prophet                                             | Hermano John                |                                                 |
| 2010 | The Rendezvous                                                 |                             | Escritor                                        |
| 2012 | The Pilgrim & The Private Eye                                  | Leche                       | Corto                                           |
| 2012 | Skinhead Requiem                                               | Priest                      | Corto                                           |
| 2014 | Late Phases                                                    | Padre Roger Smith           |                                                 |
| 2014 | The Shape of Something Squashed                                | Douglas Whymper             | También escritor y director                     |
| 2015 | Anomalisa                                                      | Cualquier otro              | Voz                                             |
| 2017 | Wonderstruck                                                   | Viejo Walter                |                                                 |

### Televisión
| Año       | Título                                     | Personaje                | Notas                                                                   |
| --------- | ------------------------------------------ | ------------------------ | ----------------------------------------------------------------------- |
| 1980      | Rage!                                      | Bo                       | Película de televisión                                                  |
| 1984      | Tales from the Darkside                    | Bill Lacey               | Episodio: "The Odds"                                                    |
| 1989      | The Equalizer                              | Brandon Thorton          | Episodio: "Making of a Martyr"                                          |
| 1991      | Red Wind                                   |                          | Película de televisión. Escritor y productor                            |
| 1991      | The Ten Million Dollar Getaway             | Sr. Y                    | Película de televisión                                                  |
| 1991      | Monsters                                   | Howard Mitla             | Episodio: "The Moving Finger". También escribió y dirigió dos episodios |
| 1994      | Heaven and Hell: North and South, Book III | Will Fenway              | 3 Episodios                                                             |
| 1996      | Early Edition                              | Frank Price              | Episodio: "Piloto"                                                      |
| 1996      | The X-Files                                | John Lee Roche           | Episodio: "Paper Hearts"                                                |
| 2000      | The Beat                                   | Howard Schmidt           | 13 Episodios                                                            |
| 2002      | CSI: Crime Scene Investigation             | Zephyr                   | Episodio: "Abra Cadaver"                                                |
| 2003      | Law & Order: Criminal Intent               | Malcolm Bryce            | Episodio: "Graansha"                                                    |
| 2004      | The Jury                                   | Marty McMahon            | Episodio: "The Honeymoon Suite"                                         |
| 2005      | Jonny Zero                                 | Chucky                   | Episodio: "No Good Deed"                                                |
| 2007      | Kidnapped                                  | Gibson                   | Episodio: "Do Unto Others"                                              |
| 2008      | Law & Order: Special Victims Unit          | Jake Berlin              | Episodio: "Confession"                                                  |
| 2009–2011 | Damages                                    | Detective Victor Huntley | 17 Episodios                                                            |
| 2010      | Louie                                      | Dr. Haveford             | Episodio: "God"                                                         |
| 2011      | The Cape                                   | Preston Holloway         | 2 Episodios                                                             |
| 2011      | Bar Karma                                  | Caleb                    | Episodio: "Man Walks Out of a Bar"                                      |
| 2011–2014 | Hell on Wheels                             | Reverendo Nathaniel Cole | 17 Episodios                                                            |
| 2013–2014 | The Blacklist                              | El estofador             | 2 Episodios                                                             |
| 2014      | How and Why                                | Hombre en Parka negra    | Piloto                                                                  |
| 2014      | The Leftovers                              | Casper                   | Episodio: "Guest"                                                       |
| 2015–2018 | 12 Monkeys (12 Monos [Esp])                | Hombre pálido            | 18 Episodios                                                            |
| 2016      | Horace and Pete                            | Tom                      | 3 Episodios                                                             |
| 2016      | Quarry                                     | Oldcastle                | 3 Episodios                                                             |
| 2017      | Dimension 404                              | Bob                      | Voz. Episodio: "Bob"                                                    |
| 2018      | Animals.                                   | Padre de Phil            | Voz. Episodio: "The Democratic People's Republic of Kitty City"         |